# Inmigración británica en Uruguay
La inmigración británica en Uruguay es el asentamiento de población de origen inglés, galés, escocés o norirlandés en territorio uruguayo. La presencia británica se remonta a la época colonial, e históricamente la comunidad británica ha sido pequeña, en comparación con otras nacionalidades europeas, pero significante.

## Historia
La presencia británica en la Banda Oriental —franja más al oeste del Virreinato del Río de la Plata— comenzó a inicios del siglo XIX, en el marco de la invasiones inglesas. En 1807, tras su victoria en el Combate del Cordón los británicos sitiaron Montevideo por un breve período de tiempo. De esa época data la creación del primer periódico de la ciudad, «The Southern Star» (La Estrella del Sur). En los años subsiguientes, tuvo lugar la Revolución Oriental y la invasión por parte del Imperio del Brasil.
Tras la Declaratoria de la Independencia de Uruguay en 1825, se desencadenó la Guerra del Brasil —entre las Provincias Unidas del Río de la Plata y el Imperio del Brasil—, que culminó con la Convención Preliminar de Paz en 1828, que contó con mediación británica a cargo de Lord John Ponsonby. La participación del Reino Unido en la resolución del conflicto se dio debido a la imposibilidad que este le generaba para acceder a materias primas y a la posterior comercialización de sus productos en la región. En la Convención Preliminar de Paz se acordó la creación del Estado Oriental del Uruguay.

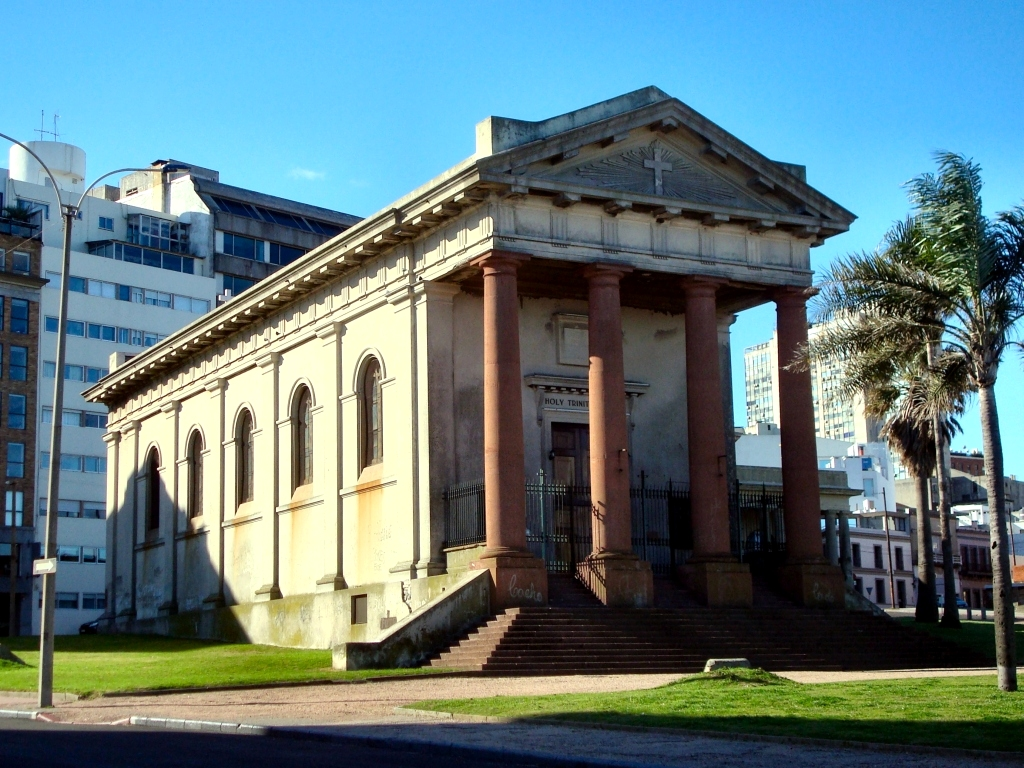
Templo Inglés de la Ciudad Vieja

Tras el establecimiento de Uruguay como un Estado independiente, el Reino Unido ejerció una fuerte influencia en el país. Durante la época victoriana, los británicos estuvieron fuertemente involucrados en su industrialización –fundando empresas en prácticamente la totalidad de las ramas de la economía uruguaya– al punto de que se considera que el país era una "colonia informal". La mayoría de los inmigrantes ingleses que comenzaron a llegar al país, profesaban la fe anglicana, por cual en la década de 1840, por iniciativa del empresario Samuel Lafone, junto a los cónsules de Estados Unidos y Suecia, se solicitó al gobierno uruguayo la autorización para la construcción de un templo protestante. En 1845 se inauguró el Templo Anglicano de la Santísima Trinidad (Templo Inglés), construido en arquitectura neoclásica.
La mayoría de los inmigrantes británicos que llegaron a Uruguay en el siglo XIX se afincaron en el interior del país, estableciendo estancias e iniciando la importación de razas pedigrí de ganado, razón por la cual rápidamente se convirtieron en parte de la clase alta rural de la época. Con el aumento de la inmigración proveniente de las islas británicas, se fundaron diferentes poblados a lo largo del territorio, que guardaban estrecha relación con las actividades económicas que desarrollaban las empresas de capital inglés; entre ellas destacan las localidades de Conchillas y Barker en el departamento de Colonia, así como San Jorge en el departamento de Durazno. En San Jorge se lleva a cabo el Encuentro Británico-Oriental, un evento anual que reúne a familias descendientes de los primeros pobladores de la zona, provenientes en su mayoría, desde Inglaterra y Escocia.

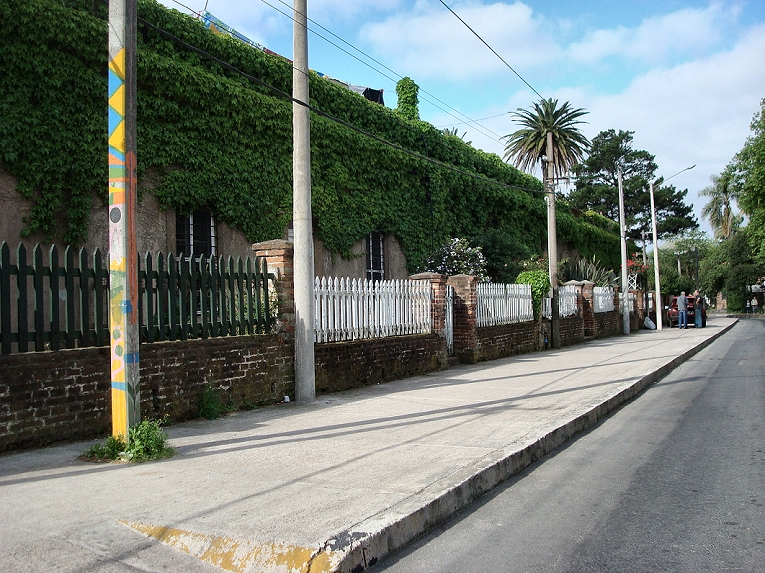
Zona histórica del barrio Peñarol de Montevideo

En 1898, la empresa ferroviaria Central Uruguay Railway Company construyó viviendas para sus empleados —en su mayoría inmigrantes británicos pobres—, en el actual barrio montevideano de Peñarol, que por entonces era un poblado en las afueras de la ciudad. La zona recibió el nombre de "Nuevo Mánchester" y está caracterizada por el predominio de la arquitectura victoriana. Se establecieron además, lugares de esparcimiento y clubes deportivos, como el Central Uruguay Railway Cricket Club. A lo largo de historia, el país ha recibido una importante herencia británica, que influyó en la sociedad uruguaya, tales como la introducción de deportes ingleses, como el fútbol y el rugby.
Las estimaciones varían en cuanto al tamaño y la composición de la comunidad británica en Uruguay a medida que el Reino Unido se acercaba al apogeo de su influencia. En 1889, el diplomático Ernest Mason Satow informó que la comunidad estaba formada por 4.000 personas, de las cuales 1.200 habitaban en la capital. Las reformas implementadas por el presidente José Batlle y Ordóñez a inicios del siglo XX, conllevaron a una pugna con los intereses del capital británico. Durante sus períodos de gobierno se llevó a cabo la nacionalización de numerosas empresas de servicios públicos.

## Integración
La influencia británica en el Uruguay de inicios del siglo XX se evidencia en que se conducía por el lado izquierdo. En el marco de la Segunda Guerra Mundial, 250 anglouruguayos lucharon como voluntarios en el bando aliado. Tras el conflicto bélico, una pequeña comunidad de habla inglesa permaneció en Montevideo, y se complementó con las instituciones tradicionales, como clubes sociales y escuelas. Existían boletines informativos en lengua inglesa como The Montevidean, que además de informar sobre las actividades sociales de los residentes británicos, expresó una postura política consistentemente de derecha caracterizada por la lealtad al Imperio, el anticomunismo y la hostilidad al presidente argentino Juan Domingo Perón.

## Instituciones
Los inmigrantes británicos fundaron varias instituciones por su cuenta, entre otras:
- Cementerio Británico de Montevideo fue creado en 1828 en el predio que hoy ocupa el Palacio Municipal, en 1885 fue localización en el barrio montevideano del Buceo.
- Catedral de la Santísima Trinidad (Anglicana; establecida en 1843, reconstruida en su ubicación actual en 1915)
- Hospital Británico de Montevideo fue establecido en 1857, y en 1913 se inauguró el Sanatorio King Edward VII.
- Montevideo Cricket Club establecido en 1861 por los empleados del Central Uruguay Railway. Su principal estadio se encontraba en la Villa Peñarol.
- Victoria Hall es un teatro de Montevideo establecido en 1902, dedicado a la Reina Victoria del Reino Unido.
- The British Schools (Montevideo) (establecido en 1908).
- Christ Church Montevideo es una iglesia cristiana interdenominacional, intercultural y bilingüe donde las personas encuentran amistad, fe y la libertad de ser ellos mismos. En 1968, las dos iglesias protestantes en Montevideo que hablaban inglés, Emmanuel (conformada por metodistas y otros fieles sin asociación eclesial específica) y Holy Trinity (compuesta por anglicanos y episcopales) decidieron unirse.

## Empresas
- Central Uruguay Railway (y sus filiales) fue la mayor empresa de ferrocarriles en el país, fundada en 1872.
- Midland Uruguay Railway, fue la segunda mayor empresa ferroviaria del país, fundada en 1887.
- Sociedad Comercial de Montevideo fue una empresa de tranvías de Montevideo.
- Montevideo Waterworks Company fue una empresa encargada de la distribución y el sumistro de agua potable en Montevideo.
- Frigorífico Anglo, fue un importante frigorífico uruguayo, ubicado en la ciudad de Fray Bentos. Sus principales productos como el extracto de carne y el corned beef, alimentos que recibieron su popularidad, tras ser el alimento que recibían las tropas aliadas en la Segunda Guerra Mundial.[23]
- The Montevideo Times, fue un periódico de Montevideo,  escrito en inglés para la comunidad inmigrante anglófona del país.